# La coscienza di Zeno
La coscienza di Zeno Cosini è un romanzo scritto da Italo Svevo, pubblicato nel 1923 dall'editore Cappelli a Bologna.
Nella prefazione del libro il sedicente psicoanalista "Dottor S." (si pensa che fosse ispirato a Sigmund Freud o più verosimilmente a Edoardo Weiss) dichiara di voler pubblicare "per vendetta" alcune memorie, redatte in forma autobiografica da un suo ex paziente, Zeno Cosini, che si è sottratto alla cura che gli era stata prescritta. Gli appunti dell'ex paziente costituiscono il contenuto del libro.
Il romanzo è di fatto l'analisi della psiche di Zeno, un individuo che si sente malato e inetto ed è continuamente in cerca di una guarigione dal suo malessere attraverso molteplici tentativi, a volte assurdi o controproducenti.

## Struttura
Il romanzo si presenta come se fosse la confessione di Zeno Cosini. La narrazione, svolta in prima persona, non segue un ordine cronologico, ma si articola focalizzandosi sugli eventi principali della vita di Zeno: l'ordine degli eventi è basato dunque sui rapporti analogici tra gli episodi ricordati. Svevo utilizza molto l'ironia e adotta un linguaggio non letterario, ma una lingua di uso quotidiano con dialetto triestino, toscano e qualche termine in tedesco.
Zeno Cosini, il protagonista dell'opera, è un commerciante che proviene da una famiglia ricca, vive nell'ozio e ha un rapporto conflittuale con il padre, che si rifletterà su tutta la sua vita. Nell'amore, nei rapporti coi familiari e gli amici, nel lavoro, egli prova un costante senso di inadeguatezza e di "inettitudine", che interpreta come sintomi di una malattia.

## Capitoli

### Prefazione
È questo uno dei capitoli più importanti, dato che rappresenta una finzione letteraria ben congegnata. Si tratta di poche righe firmate dal "Dottor S.", lo psicoanalista che ha in cura Zeno, il quale espone l'origine del libro.
A causa dell'ingiustificata interruzione della terapia da parte di Zeno, proprio nel momento in cui essa stava dando i suoi frutti, il dottore, profondamente ferito nel suo orgoglio professionale, decide di vendicarsi dell'ormai ex paziente, pubblicando quelle memorie che lui stesso ha consigliato a Zeno di scrivere come parte integrante della cura. Tali memorie, in cui Zeno ha accumulato menzogne e verità, sono i capitoli successivi del libro.
È chiaro che questa finzione letteraria è anche una polemica contro la psicoanalisi, una forma di terapia che proprio in quegli anni iniziava velocemente ad affermarsi, soprattutto nell'Impero austro-ungarico, di cui Trieste fece parte fino al 1918. L'iniziale S sarebbe interpretabile come la prima lettera del nome del padre della psicoanalisi, Sigmund Freud, anch'egli austriaco (di Vienna), ma potrebbe anche riferirsi all'autore stesso. Si è altresì a lungo ritenuto che il Dottor S. fosse l'analista triestino, nonché seguace di Freud, Edoardo Weiss. Lo studioso Giovanni Palmieri ha ipotizzato che si tratti dello psicoanalista ginevrino Charles Baudouin.

### Preambolo
Zeno racconta i primi tentativi frustranti di scrivere qualcosa sulla sua vita, e si perde in divagazioni oniriche sulla sua infanzia, condizionate dalla recente visione del nipotino, figlio della cognata Anna Malfenti.

### Il fumo
Oltre all'inettitudine, un suo problema è il vizio del fumo, di cui non riesce a liberarsi. Il protagonista, infatti, ricorda di aver iniziato a fumare già nell'adolescenza a causa del rapporto conflittuale col padre, al quale inizialmente rubava soldi per comprare le sigarette; in seguito, dopo essere stato scoperto, inizia a raccogliere i sigari fumati a metà dal padre sparsi per casa. Nonostante più volte si sia riproposto di smettere, non vi riesce proprio, e per questo si sente frustrato. I numerosi sforzi e tentativi non portano però a nessun risultato.
Ogni volta che prova a smettere di fumare, Zeno decide di fumare un'ultima sigaretta (U.S.) e di annotare la data di questa. Dopo numerosi fallimenti Zeno si rende conto che fumare "ultime sigarette" è per lui un'esperienza piacevolissima, in quanto quelle assumono ogni volta un sapore diverso, causato dalla coscienza che dopo quelle non potrà fumarne più. Zeno si rivolge a prestigiosi medici, riempie libri e addirittura pareti con la sigla U.S., ma non riesce proprio a smettere: il tentativo dura moltissimi anni e non si realizza mai, neanche dopo essersi recato in una clinica specialistica dove, una volta pentitosi di avere iniziato la cura, corrompe l'infermiera con l'alcol per scappare pensando erroneamente che la moglie lo stia tradendo con il Dottor Muli, il dottore della clinica.
Il continuo rimandare un evento è tipico del nevrotico, che, in questo caso, può gustare sempre di più tale evento sapendo che non si ripeterà più. Zeno inoltre indica il vizio del fumo come causa della sua incapacità e dei cambiamenti repentini e infruttuosi in alcuni ambiti della sua vita: ad esempio, la facoltà universitaria (passerà numerose volte dalla facoltà di chimica a quella di giurisprudenza e viceversa).
Il considerare il fumo responsabile del suo malessere, sarà identificato dallo psicanalista come un riflesso del senso di colpa nei confronti del padre: il "padrone interiore" di Zeno lo punisce per la sua volontà di competere col padre attribuendo la colpa dei suoi mali proprio all'oggetto della competizione col padre.

### La morte di mio padre
La relazione turbolenta tra Zeno e suo padre viene ostacolata dall'incomprensione e dai silenzi. Il padre non ha alcuna stima del figlio, tanto che, per sfiducia, affida l'azienda commerciale di famiglia a un amministratore esterno, l'Olivi. A sua volta il figlio, che si ritiene superiore per intelletto e cultura, non stima il padre e sfugge ai suoi tentativi di parlare di argomenti profondi.
Il più grande dei malintesi è l'ultimo, che avviene in punto di morte del genitore: quando il figlio è al suo capezzale, il padre, ormai incosciente, lo colpisce con la mano. Zeno non riuscirà mai a capire il motivo di quel gesto, se si fosse trattato di uno schiaffo assestato allo scopo di punirlo o soltanto di una reazione inconscia del padre ammalato. L'interrogativo produce un dubbio che accompagnerà il protagonista fino all'ultimo dei suoi giorni. Alla fine Zeno preferisce ricordare il padre come era sempre stato: "io divenuto il più debole e lui il più forte".
Da questo capitolo fino al settimo (Storia di un'associazione commerciale) il racconto procede in successione cronologica, dal 1890, anno della morte del padre, al 1895, anno della morte di Guido Speier.

### La storia del mio matrimonio
Zeno narra le vicende che lo portano al matrimonio. 
Il protagonista, alla disperata ricerca di una moglie, conosce quattro sorelle, le figlie di Giovanni Malfenti, con cui Zeno ha stretti rapporti di lavoro e per il quale nutre profonda stima, al punto che lo vede come una figura paterna dopo la morte del padre. Egli è accolto in casa Malfenti da una delle quattro fanciulle, Augusta, la quale, non essendo bella e mostrando riguardo verso il protagonista, viene da lui subito "esclusa" per un'eventuale proposta di matrimonio; sono escluse poco dopo anche Anna, in quanto essa ha solo otto anni, e Alberta, diciassettenne dai tratti ancora infantili. Zeno fa dunque la corte alla primogenita Ada, che considera seria, ma il suo sentimento non è ricambiato, perché ella lo considera troppo diverso da lei e incapace di cambiare. Ada, d'accordo con la famiglia, fa sì che Zeno eviti di farle visita per alcuni giorni.
Quando Zeno torna a casa Malfenti, vi trova un altro uomo, Guido Speier, anch'egli interessato ad Ada, ma ricambiato; questa figura scatena in Zeno sentimenti contrastanti: Guido è un "vincitore", che ha molto più successo di Zeno presso la famiglia Malfenti (ad esempio, suona il violino molto meglio). Infine Zeno, dopo mille ripensamenti, si decide a dichiarare il suo amore ad Ada, ma è respinto. Dopo il rifiuto, Zeno si rende conto di non voler rimanere da solo e soprattutto di non essere pronto a smettere di frequentare la famiglia di Giovanni Malfenti. Perciò la stessa sera fa la proposta di matrimonio prima ad Alberta, la terza sorella - la quale lo respinge perché desidera continuare i suoi studi -, e infine si accontenta di Augusta, la meno attraente delle sorelle, ma disposta a dedicare la sua vita a lui: si rivelerà una moglie ideale, pur consapevole che Zeno non la ama (infatti lui considera l'idea di abbandonare Augusta il giorno del matrimonio, mentre lei lo stesso giorno gli dice, commossa, "non dimenticherò mai che, pur non amandomi, mi sposaste"). Anche la moglie di Giovanni, la suocera di Zeno, non è ingannata dalla grande passione che egli finge per Augusta, mentre Giovanni è convinto che Zeno sia un esempio di amore. Anche Guido e Ada si fidanzano.
Anche se Zeno rimane legato ad Augusta da un sincero e tiepido affetto, perché gli garantisce una comoda e sicura vita familiare, ciò non gli impedisce di trovarsi un'amante, Carla. Augusta costituisce nel romanzo una figura femminile dolce e tenera, che si prodiga per il proprio marito. In lei Zeno trova la figura materna che cercava e un conforto sicuro mancatogli nell'infanzia; per lui rappresenta "la salute personificata".

### La moglie e l'amante
Zeno racconta il rapporto con la sua amante.
Il rapporto conflittuale di Zeno Cosini con la sfera femminile (la sua patologia è stata bollata dallo psicologo come sindrome edipica) è evidenziato anche dalla ricerca dell'amante. Zeno accenna a tale esperienza come un rimedio per sfuggire al «tedio della vita coniugale». La verità è che però Zeno non lascia la sua amante, è Carla che lascerà Zeno. Al contrario Guido lascerà la sua amante ma troppo tardi perché Ada lo lascerà proprio per quel motivo.
Quella con Carla Gerco è un'«avventura insignificante». Lei è solo una «povera fanciulla», che inizialmente suscita in lui un istinto di protezione. All'inizio Zeno e Carla sono legati da una relazione basata sul semplice desiderio fisico, ma successivamente essa viene sostituita da una vera e propria passione. Anche Carla subisce dei cambiamenti: prima insicura, diventa poi una donna energica e dignitosa e finisce con l'abbandonare il suo amante a favore di un maestro di canto, che Zeno stesso le ha presentato e pagato.
Zeno non smetterà mai di amare la moglie Augusta (che dimostra verso di lui un atteggiamento materno e gli comunica sicurezza). Verso la conclusione del suo rapporto con Carla, invece, maturerà per quest'ultima un sentimento ambivalente che si avvicinerà all'odio.
In questo capitolo è raccontata la morte di Giovanni Malfenti: Zeno perde per la seconda volta una figura paterna.

### Storia di un'associazione commerciale
Zeno racconta le vicende dell'associazione commerciale presso cui lavora insieme al cognato Guido.
Incapace di gestire il proprio patrimonio, Guido prega il cognato Zeno di aiutarlo a mettere in piedi una casa commerciale. Egli dice a se stesso di accettare per "bontà", ma in realtà lo fa per un oscuro desiderio di rivalsa e di superiorità nei confronti del fortunato rivale in amore che, nel frattempo, ha sposato Ada, verso la quale Zeno vuole mostrare indifferenza; così Zeno inizia a lavorare per Guido senza compenso, e si convince di avere per lui un grande sentimento di amicizia, ma in realtà lo percepisce come rivale. La casa commerciale ha come impiegati il giovane Luciano, fattorino, e Carmen, giovane desiderosa di impratichirsi. L'attività della casa commerciale è poco floridaː Zeno frequenta l'ufficio con incostanza; Guido conclude pochi affari fallimentari, distratto dal corteggiamento di Carmen, e dedica molto tempo alla caccia e alla pesca. Anche Guido, peraltro, nei ricordi di Zeno appare come un inetto, e inizia a sperperare il suo patrimonio e a tradire la moglie con Carmen, mentre Zeno ha la soddisfazione di essere incaricato da Ada di aiutare e proteggere il marito. Ada è sconvolta dalla gelosia per i tradimenti di Guido, da cui ha avuto anche due gemelli, e si ammala del morbo di Basedow; a Zeno nasce un secondo figlio (dopo Antonia), Alfio. Intanto il matrimonio di Zeno con Augusta prosegue felicemente, e Ada è invidiosa del loro successo.
Dal bilancio del primo anno di attività della casa commerciale risulta una perdita di metà del capitale, e Guido tenta di convincere Ada a sostenere con il suo denaro metà della perdita, ma essa, consapevole che il marito la tradisce, è restia a farlo. Questi simula allora un tentativo di suicidio, per indurre la moglie ad aiutarlo economicamenteː Ada gli accorda allora il prestito. Guido inizia poi a giocare in borsa - consigliato da Nilini, un conoscente di Zeno - e, a seguito di grandi perdite, decide di fingere di nuovo il suicidio ingerendo un'enorme dose di veronal puro (che Zeno aveva suggerito, durante un incontro di pesca, come veleno non mortale per inscenare il suicidio). La famiglia crede che lui stia fingendo il suicidio e i medici che sono chiamati a occuparsi di Guido sono alquanto negligenti, cosicché egli muore davvero; Zeno è l'unico a sapere che Guido non si voleva uccidere, e non lo rivela a nessuno.
Zeno, impegnato a salvarne il patrimonio, riesce a recuperare una parte significativa di quanto perso da Guido, ma, ricordatosi in ritardo del suo funerale, si accoda al corteo funebre sbagliato. Per questo è accusato da Ada, divenuta nel frattempo brutta e non più desiderabile a causa della malattia, di avere in tal modo espresso la sua gelosia e il suo malanimo verso il marito. Il famoso triangolo matrimoniale termina con tre sconfitte irreparabili, ma anche con l'autoinganno dei tre protagonisti, incapaci di distinguere fra sogno e realtà.
Ada parte per Buenos Aires con i figli, per raggiungere la famiglia di Guido.

### Psico-analisi
Il capitolo è un complesso di lettere scritte da Zeno, dove afferma che il dottore gli ha diagnosticato il complesso di Edipo e il "complesso di Caino" (rivalità fra fratelli). La più famosa è quella del 3 maggio 1915 dove dice di voler interrompere la terapia psicoanalitica perché non ci crede e secondo lui ormai non può più guarire. Questo perché Zeno dice di essere nato con la malattia e secondo lui la malattia è una convinzione dell'uomo, da cui si può guarire non con delle cure ma solo con la persuasione della salute, quindi convincersi di essere guarito. Zeno infatti farà così, tanto da diventare un uomo di successo.
Zeno è convinto che la guerra sia una buona cosa, perché, secondo lui, un evento così catastrofico eliminerà la malattia una volta per tutte dal mondo. 
Nel capitolo precedente aveva terminato la stesura dei ricordi che era stata ordinata dal "Dottor S." come preparazione alla cura. 
In quest'ultimo capitolo, Zeno tiene un diario, che in seguito invierà al Dottore per comunicargli il suo punto di vista. Il diario di Zeno si compone di quattro parti, contrassegnate dalle date di quattro giorni distinti negli anni di guerra 1915-1916. Nella riflessione conclusiva, Zeno si considera completamente guarito, perché ha scoperto che la "vita attuale è inquinata alle radici" e che rendersene conto è segno di salute, non di malattia. Zeno addirittura nega di essere mai stato ammalato poiché la sua malattia, in realtà, non era altro che uno stato che gli ha permesso una visione più lucida della realtà. Zeno generalizza la malattia a tutto il mondo sostenendo che chi si sente sano è malato e viceversa: la salute è la condizione di chi possiede certezze, principi; quindi, constatata la vanità di ogni certezza, egli conclude che sarebbe meglio "guarire dalla salute". L'uomo tuttavia è ammalato così in profondità che nessuna medicina lo può guarire. Nel finale apocalittico, Zeno inizia a riflettere sugli ordigni costruiti dall'"uomo occhialuto" che secondo lui porteranno alla distruzione del mondo, prima o poi, auspicando che "Forse traverso una catastrofe inaudita prodotta dagli ordigni ritorneremo alla salute". Una riflessione inquietante che può definirsi quasi profetica, poiché sembra riferirsi ai futuri ordigni atomici.

## Critica
Questo romanzo conclude la serie di opere sul tema dell'inettitudine iniziato in Una vita e successivamente sviluppato in Senilità: a differenza dei suoi predecessori, Nitti e Brentani, il protagonista Cosini riesce a superare la malattia e il complesso di inferiorità.
La "malattia" di Zeno gli impedisce di identificarsi col mondo concreto. Egli prende tuttavia coscienza di queste sue imperfezioni; per questo è ben lieto di modificare le proprie esperienze. Gli altri uomini, invece, convinti di essere perfetti, restano cristallizzati in una condizione di immutabilità, ovvero negano ogni possibile miglioramento. Il processo di guarigione del protagonista si baserà quindi in buona parte su una presa di coscienza nei confronti della propria personalità e si realizzerà nell'accettazione dei propri limiti.
Particolarmente interessante è la concezione che Zeno ha di sé a confronto con gli altri personaggi (le tre sorelle, il padre, Guido Speier, Enrico Copler...): egli sa di essere malato e considera gli altri "sani", ma proprio perché questi ultimi sanno di esser "normali" tendono a rimanere cristallizzati nel loro stato, mentre Zeno, inquieto, si considera un inetto e per questo è disposto al cambiamento e a sperimentare "nuove forme di esistenza". Sulla base di questa convinzione egli finisce col ribaltare il rapporto tra sanità e malattia: l'inettitudine si configura come una condizione aperta, disponibile a ogni forma di sviluppo; e di conseguenza la sanità si riduce a un difetto, l'immutabilità.

## Edizioni
- La coscienza di Zeno. Romanzo, Bologna-Rocca S. Casciano-Trieste, L. Cappelli editore, 1923 (prima edizione).[3]
- La coscienza di Zeno. Romanzo, Seconda edizione, Milano, Giuseppe Morreale editore, 1930.
- La coscienza di Zeno, Milano, Dall'Oglio, 1962.
- La coscienza di Zeno in: Opere, Milano, Dall'Oglio, 1964.
- La coscienza di Zeno, prefazione di Eugenio Montale, introduzione di Bruno Maier, Milano, Dall'Oglio, 1976.
- La coscienza di Zeno, a cura di Marziano Guglielminetti e Alberto Cavaglion, Brescia, La scuola, 1986.
- La coscienza di Zeno, prefazione di Giorgio Barberi Squarotti, apparati di Adriano Bon, Milano, Bompiani, 1988.
- La coscienza di Zeno, a cura di Mario Lunetta, Roma, Newton Compton, 1992.
- La coscienza di Zeno, introduzione di Gabriella Contini; prefazione di Eduardo Saccone, Milano, Garzanti, 1992.
- La coscienza di Zeno, introduzione di Franco Marcoaldi, a cura di Cristina Benussi, Milano, Feltrinelli, 1993.
- La coscienza di Zeno, introduzione e note di Giuliano Dego, Milano, Rizzoli, 1994.
- La coscienza di Zeno, edizione rivista sull'originale a stampa, a cura di Giovanni Palmieri, Firenze, Giunti, 1994, ISBN 88-09-20526-X; nuova edizione, 2004, ISBN 88-09-03353-1.
- La coscienza di Zeno, postfazione di Giuseppe Leonelli, Milano, Frassinelli, 1995.
- La coscienza di Zeno, edizione critica e commento di Fabio Vittorini, in Romanzi e «Continuazioni», a cura di Mario Lavagetto, collana "I Meridiani", Milano, Arnoldo Mondadori Editore, 2004.
- La coscienza di Zeno, a cura di Pasquale Stoppelli, Bologna, Zanichelli, 2007.
- La coscienza di Zeno, a cura di Beatrice Stasi, Roma, Edizioni di storia e letteratura, 2008.
- La coscienza di Zeno, versione integrale, Crescere Edizioni, Suisse Book Edizioni, 2016, ISBN 88-8337-109-7.
- La coscienza di Zeno, edizione illustrata da Alessio Balduzzi, Brescia, Temperino rosso edizioni, 2018.